# Sata Isobe
Sata Isobe (jap. 磯辺 サタ Isobe Sata; ur. 19 grudnia 1944 w prefekturze Chiba, zm. 18 grudnia 2016 w Osace) – japońska siatkarka, złota medalistka olimpijska (1964).

## Osiągnięcia reprezentacyjne
- Igrzyska Olimpijskie 1964 – zagrała we wszystkich 5 meczach (5 wygranych Japonek)